# Jbel Gueliz
El Jbel Gueliz , a veces escrito  Djebel Gueliz, o monte Guéliz, es una montaña de poca altitud situada en la aglomeración de Marrakech. Está formada por arenisca. Ha dado su nombre al barrio de Guéliz, que se extiende al sudeste del monte.

## Toponimia
El término Gueliz remonta sin duda a la fundación de Marrakech por las Almorávides. Giliz  viene de un término bastante corriente en la toponimia tashelhit medieval, término que sirve para designar un cerro  aislado o un pitón rocoso en una llanura. Otro posible origen del término es el de   Igiliz-de los-Hargha en el Anti-Atlas, primera capital del  Imperio almohade.

## Topografía
El Jbel Gueliz es un cerro de escasa altitud, culminando a aproximadamente 60 metros por encima de la llanura del Haouz y a 506 metros de altitud.

## Historia
El lugar elegido en 1062 por el emir almorávide Abu Bakr Ibn Umar, está  limitado  al oeste por el Jbel Gueliz, al este por el oued Issil, y al norte por el Tensift. Bajo el reinado de Yúsuf ibn Tašufín, mientras que la piedra reemplaza progresivamente a la piel de cabra de las tiendas, las pendientes del djebel Gueliz sirven de cantera, ofreciendo arenisca de calidad. Al principio del periodo almohade, el Jbel Gueliz sirvió de lugar de retiro a Abu al-Abbas has-Sabti.
En 1913, una base militar, llamada campamento Mangin, fue establecida por el ejército francés sobre la vertiente sur  del cerro. En la década de  1910,   el cerro que ofrece una vista estratégica y espectacular de la llanura, es requisado por el ejército y rodeado por un muro flanqueado por torres de observación.  En 2020, esta base militar sigue existiendo  y dos tercios del cerro están prohibidos  a los civiles.
Durante la segunda mitad del XX  se ha constituido progresivamente sobre el flanco noreste del cerro un douar, douar El Koudia (« douar del cerro »), a veces llamado Akioud, caracterizado por un alto grado de insalubridad. Entre los años 2000 y 2010, un nuevo barrio, el barrio Mabrouka, se ha extendido  al noroeste del Jbel Gueliz.